# Napoleone Angiolini
Pour les articles homonymes, voir Angiolini.
 (janvier 2024).
Si vous êtes l’auteur de ce texte, vous êtes invité à donner votre avis ici. À moins qu’il soit démontré que l’auteur de la page autorise la reproduction et que ce contenu soit compatible avec les principes fondateurs de Wikipédia, cette page sera supprimée ou purgée au bout d’une semaine maximum. En attendant le retrait de cet avertissement, veuillez ne pas réutiliser ce texte.
Napoleone Angiolini, né en 1797 à Bologne et mort le 20 juin 1871 dans la même ville, est un peintre néoclassique italien du XIXe siècle.

## Biographie
Né en 1797, Napoleone Angiolini va commencer à étudier à l'Académie des beaux-arts de Bologne en suivant le parcours de Giovanni Battista Frulli. En 1812, il reçoit un premier prix de dessin au Salon du Nu de l'Académie. En 1814, alors très jeune, il peint avec Gaetano Orlandi la mémoire peinte d'Antonio Vaccari pour le Cimetière monumental de la Chartreuse de Bologne. Alors qu'il se voit confier la charge de dessiner le portrait, son collègue s'occupe des ornements. Il reçoit par la suite divers prix dont celui en arts figuratifs du Concours National Curlandese en 1817 et un prix pour son dessin de Jean le Baptiste de 1821. Sa vie va prendre un tournant favorable  en 1824 lorsqu'il gagne une bourse pour élèves lui permettant de vivre à Rome, bourse renouvelée pour quatre années consécutives. C'est de là qu'il peint de nombreuses œuvres comme un portrait de Paul de Tarse et deux peintures sur la littérature grecque (une sur Homère et une sur Socrate). Il revint dans sa ville natale en 1838, son rôle à l'Académie se consolide avec son élection comme président  du département des arts figuratifs, poste qu'il occupe de 1838 à 1860. Il peut ainsi rejoindre les membres les plus éminents de l'Académie lors d'un vote, qui le réélisent en 1842. Vers la fin des années 1830, il devient l'un des artistes les plus populaires pour les commandes prestigieuses et l'un des plus recherchés. Son art dégage un certain goût classique, mais en rappelant l'art bolonais du XVIIIe siècle et Angiolini offre une polyvalence de styles, autant à la peinture, qu'à la décoration ou à la gravure. Beaucoup de commandes qu'il a prises sont encore visibles de nos jours, surtout à Bologne. Il réalise beaucoup de peintures pour les Pallavicini dans les années 1840-1850. Il meurt le 20 juin 1871 à 2 heures du matin et est enterré au cimetière de la Chartreuse. Sa tombe indique qu'il était peintre retraité, fils de feu Antonio Angiolini et Angela Zambonini et marié à Maria Aldovandri. Sa cérémonie funèbre eut lieu à l'Église San Paolo Maggiore de Bologne. Il eut Giulio Cesare Ferrari parmi ses élèves.

## Œuvres
Liste non-exhaustive de ses peintures : 
- memoria dipinta di Antonio Vaccari, 1814, Cimetière monumental de la Chartreuse de Bologne ;
- Saint Jean-Baptiste, 1817, huile sur toile, Académie des beaux-arts de Bologne ;
- Dessin, 1821, Académie des beaux-arts de Bologne ;
- San Paolo Apostolo, 1828, huile sur toile, Rome ;
- Omero in Casa del pastore Eumeo, avant 1838, huile sur toile, Rome ;
- Socrate in carcere, avant 1838, huile sur toile, Rome ;
- Battle of Montagnola (8 août ), huile sur toile, Bologne, ca. 1850, Musée du Risorgimento.